# Salamon Papo
Salamon Papo (Visoko, 1901. – Jasenovaci koncentrációs tábor) zsidó származású bosznia-hercegovinai festőművész, aki a jasenovaci koncentrációs táborban halt meg a második világháború és a holokauszt idején.

## Élete
Salamon Papo 1901-ben született Visokon. A középiskola elvégzése után Banja Lukában, két évig festészetet tanult egy bécsi magániskolákban. 1923 augusztusában a IV. zsidó fiatalok szemléje kiállításon állított ki Belgrádban, Adolfo Weilerrel, Slavko Brillel, Daniel Kabiljával és másokkal együtt. Ugyanebben az évben beiratkozott a Zágrábi Képzőművészeti Akadémiára, festészet szakra, ahol Vladimir Becić osztályában tanult. 1927-ben a diploma megszerzése után egy ideig rajztanárként dolgozott Banja Lukában, majd Bihácson, ahol inkább a festészetnek szentelhette magát. Élete során akvarelleket és olajképeket festett vászonra Bihács környéki témákkal. Nagyon kritikusan viszonyult önmagához, és gyakran átdolgozta, kiegészítette vagy alapvetően megváltoztatta a képeket. Kortársai emlékezete szerint egy időre magával ragadta az expresszionizmus. Amikor megnyugodott, és elkezdett jobb minőségű képeket készíteni. 1941. június 24-én letartóztatták, és a jasenovaci koncentrációs táborba szállították. Ennek során festményeit megsemmisítették, illetve ellopták. Jasenovacon egy tábori keramikus csoportban dolgozott. A mai napig ismeretlen halálának időpontja, és festményeinek végső sorsa sem ismert.

## Fordítás
Ez a szócikk részben vagy egészben  a   Salamon Papo című szerbhorvát Wikipédia-szócikk ezen változatának fordításán alapul.  Az eredeti cikk szerkesztőit annak laptörténete sorolja fel. Ez a jelzés csupán a megfogalmazás eredetét és a szerzői jogokat jelzi, nem szolgál a cikkben szereplő információk forrásmegjelöléseként.